# Liste der Kulturdenkmäler in Rörshain
Die folgende Liste enthält die in der Denkmaltopographie ausgewiesenen Kulturdenkmäler auf dem Gebiet des Stadtteils Rörshain der  Stadt Schwalmstadt, Schwalm-Eder-Kreis, Hessen.
Hinweis: Die Reihenfolge der Denkmäler in dieser Liste orientiert sich an der Anschrift, alternativ ist sie auch nach der Bezeichnung oder der Bauzeit sortierbar.
Kulturdenkmäler werden fortlaufend im Denkmalverzeichnis des Landes Hessen durch das Landesamt für Denkmalpflege Hessen auf Basis des Hessischen Denkmalschutzgesetzes (HDSchG) geführt. Die Schutzwürdigkeit eines Kulturdenkmals hängt nicht von der Eintragung in das Denkmalverzeichnis des Landes Hessen oder der Veröffentlichung in der Denkmaltopographie ab.

## Rörshain
| Bild            | Bezeichnung                           | Lage                      | Beschreibung | Bauzeit                    | Daten |
| --------------- | ------------------------------------- | ------------------------- | --- | -------------------------- | ----- |
| Bild gesucht BW | Wohnhaus Am Hofacker 4                | Am Hofacker 4 Lage        | | um 1930                    |       |
| Bild gesucht BW | Fachwerkhaus Kellerwaldstraße 2       | Kellerwaldstraße 2 Lage   | | um 1850                    |       |
| Bild gesucht BW | Fachwerkhaus Kellerwaldstraße 5       | Kellerwaldstraße 5 Lage   | | 1927                       |       |
| Bild gesucht BW | Hofanlage Kellerwaldstraße (8)        | Kellerwaldstraße (8) Lage | | zwischen 1865 und 1910     |       |
| weitere Bilder  | Kirche Rörshain                       | Kellerwaldstraße 1 Lage   | Die im 13. Jahrhundert erbaute Kirche wurde am 24. März 1945 in einem Luftangriff zerstört. Die heutige Kirche wurde im Heimatschutzstil erbaut. Es handelt sich um eine Saalkirche aus Bruchstein auf rechteckigem Grundriss. | 1948/1951                  |       |
| Bild gesucht BW | Fachwerkhaus Kellerwaldstraße 13      | Kellerwaldstraße 13 Lage  | | um 1810                    |       |
| Bild gesucht BW | Fachwerkhaus Kellerwaldstraße 15      | Kellerwaldstraße 15 Lage  | | um 1810                    |       |
| Bild gesucht BW | Fachwerkhaus Kellerwaldstraße 17      | Kellerwaldstraße 17 Lage  | | 1810                       |       |
| Bild gesucht BW | Fachwerkhaus Reuters Ruh 1            | Reuters Ruh 1 Lage        | | 1882                       |       |
| Bild gesucht BW | Fachwerkhaus Reuters Ruh 4            | Reuters Ruh 4 Lage        | | 1833                       |       |
| Bild gesucht BW | Fachwerkhaus Reuters Ruh 7            | Reuters Ruh 7 Lage        | | Mitte des 18. Jahrhunderts |       |
| Bild gesucht BW | Eingangsgebäude des Militärflughafens | Wolfskaute (4) Lage       | | um 1940                    |       |
| Zeigerichsmühle | Zeigerichsmühle                       | Lage                      | Die Mühle aus Rörshain wurde im Hessenpark neu aufgebaut. Sie ist seit 2004 Sitz der Hessischen Uhrmacherschule. |                            |       |